# ヒュー・エドワーズ (ジャーナリスト)
ヒュー・エドワーズ（英: Huw Edwards、1961年8月18日 - ）は、イギリスのジャーナリスト、ニュースキャスター。

## 略歴
ウェールズグラモーガンのブリジェンドに生まれ、4歳からはランゲネッヒで育つ。父ハイウェル・テイフィ・エドワーズはウェールズ大学の元ウェールズ語教授で、19世紀の歴史と特に国立帝国史を専門としていた。母エアロナ・プロセロエはラネリのYsgol y Stradeの教師である。
1972年にラネリ・ボーイズ・グラマースクールに通い始めた。1978年にはハートフォード大学への入学を志願したが、拒否された。カーディフ大学を卒業した後、カーディフ大学の大学院で中世フランス語に関する仕事を経て、地元のラジオ局であるスウォンジーサウンドの記者に就職。その後、BBCに入社し、以後30年以上その職を続けている。
2018年、ウェールズ大学トリニティ・セント・デービッドからPh.D.を授与した。

## 職務

### BBC
1984年、BBCに研修者として入社し、2年後にBBCウェールズの国会記者となった。BBC入社後、10年以上にわたって地方および全国のテレビやラジオでウェストミンスターのレポートを担当した。
1994年から2003年1月まで、『BBC Six O'Clock News』でメインキャスターを担当。同番組はイギリスで最も視聴された報道番組であった。
2003年1月、BBC Oneの『Ten O'Clock News』（2008年以降は『BBC News at Ten』）のメインプレゼンターとなった。以後、2023年7月まで20年にわたって同番組の司会を担当していた。
Festival of Remembranceなどの生中継も担当したほか、2012年ロンドンオリンピックのBBC報道責任者も務めていた。『ブレックファストニュース』『One O'Clock News』『ニュースナイト』『パノラマ』などのBBCのテレビ番組でも講演および寄稿を行っていた。
2022年9月8日にエリザベス2世が崩御した際に、BBCにて訃報の声明を読み上げた。エドワーズはエリザベス2世の崩御時に、次のように速報を伝えた。

#### 性犯罪疑惑
2023年7月7日、BBCのある司会者が3年間にわたって性的な写真を10代の若者に要求し、計3万5000ポンドを支払ったことがザ・サンにより報じられた。これに対し、その若者の代理人弁護士はBBCに対し「不適切または違法なことは何も起こっていない」と述べ、若者は記事が掲載される前にザ・サンに否認の文書を送った。同月12日、エドワーズの妻は渦中の人物は自身の夫だと公表し、エドワーズが深刻な精神衛生上の問題を抱えており、病院で治療を受けていると説明した。その後、ロンドン警視庁は犯罪の証拠が見つからなかったとして、これ以上の捜査は行わないと発表した。ザ・サンの広報担当者は、エドワーズのさらなる疑惑を報道する予定はないとした上でBBCの内部調査に協力すると述べた。ザ・サンの報道では性的写真が最初に交換された時期について明らかにされておらず、「2人の接触は若者が17歳の時に始まったものと考えられる」と書かれていた。
ザ・サンの報道を受けて、エドワーズは直ちにBBCから停職処分となった。翌年4月、エドワーズはBBCを退社した。
2024年7月29日、ロンドン警視庁は未成年のわいせつ画像を作成した3件の罪でエドワーズを起訴したと発表した。エドワーズは同月31日にロンドンの裁判所に出廷し、有罪を認めた。
2024年9月16日、ロンドンの裁判所はエドワーズに対して禁錮6か月・執行猶予2年の有罪判決を下した。

### その他
2003年にウェールズ大学のフェローに任命された。2005年にはカーディフ大学のジャーナリズム名誉教授に就任した。2009年3月にはカーディフ大学の副学長に就任し、4年間務めた。
2008年、ロンドン・ウェールズ・センターを運営するロンドン・ウェールズ・トラストの会長に任命された。
2011年3月、スウォンジー大学にて「ホッフィ・コフィ」（英: Hoffi Coffi）と名付けたカフェをオープンした。このカフェは、アカデミー・ハイウェル・テイフィの目的を支援するために設立され、同大学で学者としてのキャリアを過ごした父の名前にちなんで名付けられた。開店にあたりエドワーズはスピーチを行い、同大学のウェールズ語教授であり、前年のナショナル・アイステッズヴォッドの議長であるトゥドゥル・ハラムの詩の壁画を発表した。また、これは父への賛辞であると述べた。

## 人物
妻は、『This Week』や『Peston』などの編集を務めたプロデューサーのヴィッキー・フリンド。2人の間には5人の子供がおり、ロンドンのダルウィッチに居住している。
2002年頃からうつ病の発作が出始め、現在まで悩まされていると述べている。